# Clinton (Nebraska)
Clinton és una població dels Estats Units a l'estat de Nebraska. Segons el cens del 2000 tenia 30 habitants.

## Demografia
Segons el cens del 2000, Clinton tenia 30 habitants, 16 habitatges, i 11 famílies. La densitat de població era de 128,7 habitants per km².
Dels 16 habitatges en un 6,3% hi vivien nens de menys de 18 anys, en un 56,3% hi vivien parelles casades, en un 12,5% dones solteres, i en un 31,3% no eren unitats familiars. En el 31,3% dels habitatges hi vivien persones soles el 12,5% de les quals corresponia a persones de 65 anys o més que vivien soles. El nombre mitjà de persones vivint en cada habitatge era d'1,88 i el nombre mitjà de persones que vivien en cada família era de 2,27.
Per edats la població es repartia de la següent manera: un 6,7% tenia menys de 18 anys, un 3,3% entre 18 i 24, un 26,7% entre 25 i 44, un 26,7% de 45 a 60 i un 36,7% 65 anys o més.
L'edat mediana era de 56 anys. Per cada 100 dones de 18 o més anys hi havia 100 homes.
La renda mediana per habitatge era de 40.000 $ i la renda mediana per família de 41.250 $. Els homes tenien una renda mediana de 26.250 $ mentre que les dones 22.500 $. La renda per capita de la població era de 22.977 $. Cap de les famílies estaven per davall del llindar de pobresa.

## Poblacions més properes
El següent diagrama mostra les poblacions més properes.